# 荷蘭交通
荷蘭人口稠密且經濟發達，也擁有很高水準的交通設施。根據2014-2015年世界經濟論壇發布的世界競爭力報告，荷蘭在交通方面是世界競爭力第四高的國家。荷蘭的公路總長度達139,000 km，其中3,530 km是高速公路。荷蘭擁有世界上最密集的公路網，超過德國和法國，但不及比利時。荷蘭也擁有發達的鐵路網。鹿特丹港是歐洲最大的港口。此外由於荷蘭地形平坦，單車在荷蘭十分普及，是荷蘭人重要的移動方式之一。

## 自行車
騎自行車是荷蘭常見的交通方式，36%的荷蘭人將自行車當作最頻繁使用的出行方式 ， 騎自行車在全國所有旅行中所佔比例為 27%。  城市中的比例更高，阿姆斯特丹為38%，茲沃勒為46%。 自行車的高使用率來自於於優良的基礎設施：自行車道、路口保護措施、自行車停放，路線規劃。特別是優良的路線規劃將村莊、城鎮和城市連接起來，構成國家自行車網絡，可及全國各角落。 

### 普及過程
自行車在荷蘭開始流行時間略落後於英美兩國，但1890 年代，荷蘭已經修築自行車專用道。到 1911 年，荷蘭人均自行車數為歐洲最高，1940 年代荷蘭8百萬人口中約有 4百萬輛自行車。 直到 1960 年，每個居民每年騎行距離達1500公里，但之後由於汽車的普及，騎行距離下降至 800 公里左右。 
1970 年代，荷蘭交通事故造成每年超過 5百名兒童喪生，人們發起“Stop de Kindermoord”（停止謀殺兒童）運動 。再接連上石油危機 ，以及自行車交通設計手冊出版的影響，大幅扭轉政府的交通政策，開始限制城市機動車輛的使用，自行車被定位為更安全、人性和宜居的交通工具。

### 利用大眾運輸
荷蘭政策上鼓勵自行車旅行，人們可以利用大眾運輸工具運自行車，以銜接自行車的行程。自行車騎士可將自行車帶上火車，折疊自行車免費，但普通自行車需要特殊票，且要將自行車放在火車上的指定區域。在高峰時段禁止攜帶正常尺寸的自行車，但在 7 月和 8 月的夏季旅行不受限，自行車可以隨時免費攜帶。  荷蘭的渡輪普及穿越河流和運河，也服務自行車騎士將車帶上渡輪，但多數要收取額外費用。 自行車騎士也可以將自行車帶上飛機，但必須遵循航空公司的規定以拆解並包裝自行車，而且也要支付額外費用。

### 政策鼓勵
荷蘭 Fietsersbond（自行車運動員聯盟）舉辦 Fietsstad （自行車城市）獎項，授予城市發展自行車運動的榮譽。評審並非以自行車整體環境為標準，而是選擇自行車環境加強改善的努力。  有些年度，陪審團會使用獨特主題以決定獲勝者。

### 自行車旅遊
自行車旅行有兩套標誌系統，荷蘭國家自行車網絡 (LF 路線) ，及編號節點自行車網絡(knooppunten network)。在兩系統之外，還有區域自行車道。LF-route網絡部分線路延伸至比利時、德國等鄰國，LF1 甚至沿著北海沿岸，一直延伸到法國的境內。部分 LF 路線已在 2017-2021 年合併和移除，或是納入 knooppunten 網絡，成為比利時和荷蘭貫連的指定長途路線。 在網絡系統基礎上，自行車騎士通常可以15 至 18 公里的時速騎乘。
在荷蘭，自行車地圖隨處可取得。一般路線圖僅顯示路線信息，通常用於假期出遊，可在大多數旅遊商店買到。另外有全國地圖，覆蓋整個國家全境，帶有自行車道的標記和符號，包括 LF 路線和編號節點自行車網絡，及其他區域自行車路線。這種地圖適用在不熟悉的地域騎自行車，也用於越野騎乘。另外還有各種語言的綜合數位地圖和路線規劃工具，可以電腦在線查詢，或在下載應用軟體以使用。 OpenStreetMap 是一種維基百科風格的地圖，擁有關於編號節點網絡的大量信息，可下載的地圖和數據集供使用。 荷蘭的自行車旅遊發達，有專業的自行車旅遊產業，由專業的自行車旅遊業者經營。 